# Baie du Français
Ne doit pas être confondu avec Baie des Français.
La baie du Français est une baie du nord-ouest de la Grande Terre, principale île de l'archipel des Kerguelen des Terres australes et antarctiques françaises dans l'océan Indien.

## Géographie

### Caractéristiques
Orientée principalement dans un axe sud-nord, la baie du Français sépare la presqu'île de la Société de géographie (à l'ouest) de l'île Foch (à l'est). La baie possède des subdivisions, que sont du nord au sud :
- Port Cenis
- Anse Joly

Prolongement naturel de la baie de Londres, au nord, ouvrant sur le golfe Choiseul et l'océan Indien, elle fait face à l'île Saint-Lanne Gramont. Elle est longue d'environ 16,5 km pour une superficie totale d'environ 47,5 km, en incluant les baies et anses annexes, et se prolonge au sud-est par le détroit de Tucker qui donne sur la grande baie Rhodes.

### Toponymie
Ancienne baie de l'Illustration – nom donné par Raymond Rallier du Baty lors de son expédition de 1908 aux Kerguelen pour remercier le journal L'Illustration qui l'avait soutenu –, la baie prend son nom actuel, attribué en 1967 par la commission de toponymie des îles Kerguelen, en hommage au nom du trois-mâts goélette Le Français de Jean-Baptiste Charcot à bord duquel de Rallier du Baty était matelot lors de l'expédition de 1903-1905.